# Luisa de Sajonia-Gotha-Altemburgo (1756-1808)
Luisa de Sajonia-Gotha-Altemburgo (Roda, 9 de marzo de 1756-Ludwigslust, 1 de enero de 1808) era una princesa de Sajonia-Gotha-Altemburgo, y por matrimonio duquesa de Mecklemburgo en el estado de Mecklemburgo-Schwerin.

## Biografía
Luisa era la hija del príncipe Juan Augusto de Sajonia-Gotha-Altemburgo (1704-1767) de su matrimonio con Luisa de Reuss-Schleiz (1726-1773), hija del conde Enrique I de Reuss-Schleiz.
Se casó el 31 de mayo de 1775 en el castillo de Friedenstein en Gotha con Federico Francisco, príncipe heredero de Mecklemburgo-Schwerin, y desde 1785 duque reinante en el ducado de Mecklemburgo-Schwerin y desde 1815 gran duque de Mecklemburgo. El matrimonio fue descrito como feliz.
Cuando la duquesa Luisa murió, fue sepultada en la tumba construida para ella por Luis, el Mausoleo-Luisa detrás del castillo de Ludwigslust. Ubicado ante la cripta hay dos leones de piedra arenisca y en la entrada con letras doradas la palabra "Louise".

## Descendencia
De su matrimonio Luisa tuvo los siguientes hijos:
1. Federico Luis (13 de junio de 1778-29 de noviembre de 1819), contrajo matrimonio con la gran duquesa Elena Pávlovna de Rusia, hija del zar Pablo I de Rusia y de Sofía Dorotea de Wurtemberg. Fueron padres de Pablo Federico de Mecklemburgo-Schwerin, sucesor de su abuelo.
2. Luisa Carlota (19 de noviembre de 1779-4 de enero de 1801), casada con el duque Augusto de Sajonia-Gotha-Altemburgo. Fueron padres de Luisa de Sajonia-Gotha-Altemburgo, madre del príncipe Alberto de Sajonia-Coburgo-Gotha. Federico Francisco es uno de los ascendientes de la reina Isabel II del Reino Unido y de la familia real británica.
3. Gustavo Guillermo (1781-1851).
4. Carlos Augusto Cristián (1782-1833).
5. Carlota Federica (1784-1840), casada con el rey Cristián VIII de Dinamarca. Fueron padres del rey Federico VII de Dinamarca.
6. Adolfo (1785-1821).